# Apamea dubitans
Apamea dubitans är en fjärilsart som beskrevs av Walker 1856. Apamea dubitans ingår i släktet Apamea och familjen nattflyn. Inga underarter finns listade i Catalogue of Life.